# گویش دشتی
گویش دشتی یکی از گویش های جنوب غربی ایران  ریشه در زبان باستان ایران و زبان پهلوی ساسانی دارد و برگرفته از زبان پارسی قدیم است. گویش دشتی خود متفرعات زبان پهلوی جنوب غربی است ، چنان که به نوشته اُرنسکی : " لهجه‌های لری و بختیاری از آن قبایل جنوب غربی ایران است به طور کلی به گروهی از لهجه‌های ایران مربوط است که لهجه‌های جنوب غربی فارس نیز جزء آن می‌باشند." همچنین در کتاب فرهنگ واژه های محلی بوشهر این چنین ذکر شده است که: "در ناحیه ی دشتی و بخش هایی از تنگستان  زبان و گویش آمیخته ای از پهلوی جنوبی و دشتی است." برخی نیز گویش دشتی را همراه گویش‌های بردستانی، گویش تنگستانی، گویش کازرونی گویشی از فارسی یا با بن مایه لری می دانند.  به طور کلی گویش دشتی شباهات هایی با گویش های اردکانی، کوهمره ای، گورکانی، زبان گرمسیری و اچمی به ویژه گویش بستکی، زبان لری به ویژه جنوبی و گویش دیلی و بهبهانی دارد. همچین به دلیل همجواری شباهت های زیادی بین گویش های دشتستانی، تنگسیری، بوشهری و گویش های شمال استان که خود گویشی از زبان لری جنوبی میباشند وجود دارد. 

## محدوده
دشتی گویش منطقه دشتی است که امروزه دو شهرستان دشتی و دیّر را در بر می‌گیرد. نقطه مرکزی این گویش حدفاصل این دو شهرستان است که از آن به عنوان بلوک مندستان یاد شده است. دشتی در بعضی مناطق دیگر استان بوشهر نیز گویشور دارد. شاخه‌های این گویش از حدود جغرافیایی منطقه دشتی گذشته، تا بنادر ثلاث و توابع آن ادامه دارد و حتی در منطقه کوهستانی جم و ریز اغلب کلمات به صورت فصیح کتابی استعمال می‌شود. گویش دشتی خود دو گونه شمالی و جنوبی دارد. گونه جنوبی آن در مرکز و جنوب منطقه دشتی یعنی ماندستان (دو بخش: کاکی و بردخون) است و گونه شمالی آن بخش مرکزی شهرستان دشتی و بعضاً بخش شنبه و طسوج را شامل می‌شود. و مابین آندو تفاوتهایی وجود دارد.
منطقه دشتی دردوره قاجار از جمله بلوکهای گرمسیری و مستقل فارس بوده است. منابع مختلفی این مطلب را تایید کرده اند از جمله کتاب «مرآه البلدان» و دیگری «آثار جعفری» اثر میرزا محمد جعفری خورموجی که خاندان وی و خود او از اواخر دوران صفویه تا سال 1258 هـ ق بر خورموج مرکز دشتی حاکم بوده اند،در اثر خود خورموج و بلوک دشتی را از جمله بلوکهای گرمسیری فارس می داند و از مناطق مختلف دشتی در آن زمان چنین نام می برد:
"....کاکی،بادوله،گزگ،حسن حیدری،کوسه،برم صاد، چاه حسین جمال،کلل،فقیه حسنان،لاور،کردوان،کبگان،قدرت،مخدان،آبدان،گنخک،شیخیان،مسیله،سنا،شنبه،درویشی،باغان،طسوج،کاردنه،مورد خیر،بردستان،دیر،درک،سروستان،بردخون،زیارت،فقیه احمدان، چم کورو.... ،این بلوک گرمسیر کنار بحرالعجم جنوبی به مسافت چهل و پنج فرسخ، مردمش سلاح پیشه و شرانگیز، حاصلش خرما و غله، شکارش آهو، آبش از باران و قلیل چشمه، هر قریه از سی الی سیصد خانوار."

## شاخص‌ها
یکی از نشانه‌های اصالت گویش دشتی (منطقه دشتی) این است که هنوز واژه و لغاتی از زبان پهلوی ساسانی در آن وجود دارد چنان‌که در بعضی از روستاه‌های دشتی که کمتر تحت تأثیر زبان عربی و سایر زبان‌های بیگانه قرار گرفته‌اند برخی از کلمات و واژه‌های زبان پهلوی محفوظ مانده است. به‌طور مثال لغت کٌهنه «Kohne» را کوهنه «Kwahne» تلفظ می‌کنند که در زبان پارسی باستان کوهنک «Kwahnak» بوده تنها تغییری که بر این لغت عارض شده تبدیل حرف «کاف» در آخر کلمه به «ها» غیر ملفوظ است یا لغت خوش از خوَش «Xwas» و خورد از خوَرد «Xward» تلفظ می‌کنند هم چنین واژگان «شتر» اشتر «Ostor» اِشتُو «Estow» «شتاب» و … همگی بازمانده زبان پهلوی جنوبی یعنی زبان رایج روزگار ساسانی است.
اگر چه برخی از لغات بیگانه به خصوص عربی و انگلیسی در گویش مردم دشتی و جود دارد و مانند اغلب نقاط گرمسیر، فارسی محلی شکسته است امّا یکی از دقیق‌ترین و از نظر استقلال زبان‌های محلی یکی از خالص‌ترین لهجه‌های جنوب است که روابط دستوری خاصی به خصوص از نظر ارتباط ضمایر به اسم‌ها و افعال در آن به کار رفته و اغلب کلمات اصیل فارسی در آن وجود دارد.
«واو» و «دال» معدوله از دیگر شاخصه‌های این گویش است. و حرف قاف نیز بصورت کاف تلفظ می‌شود. (واو معدوله مانند: خوش ← خُوَش «Xwas» - دال معدوله مانند: بودیم ← بو…یم دال خیلی متمایل به حرف -ی- تلفظ می‌شود.
در صرف افعال ماضی شناسه اغلب قبل از بن فعل می‌آید: زدی ← اِت زِ - زدم ← اُم زِ - زد ← اِش زِ 
در صرف افعال مضارع همچنین بستگی به فعل دارد بیشتر:
اُم میت -> میخواهم
اُم مزی-> میخواستم
اِشو می کاشت-> می کاشتند
اما :
بِجِخم = بدوم، بگریزم
میشیم-> میرویم
در گویش دشتی شش واکه و چهار سایواک وجود دارد و روی هم بیست و دو همخوان، و قاف اصلا وجود ندارد و کاف نلفظ میشود و غ معمولا خ خوانده میشود برای نمونه:
مُرغ-> مُرخ گویند. 
قرار-> کِرار

## نمونه واژه‌ها
بجز حالات دستوری بسیاری از اصطلاحات و کلمات که در این گویش کاربرد دارد شکل بومی شده کلمهٔ پهلوی هستند؛ مثلاً حذف نشدن برخی پیشوندها در کلمات یا برخی پسوندهای انتهایی.
کٌهنه «Kohne» را کوهنه «Kwahne» تلفظ می‌کنند یا لغت خوش از خوَش «Xwas» و خورد از خوَرد «Xward» تلفظ می‌کنند.
- اَور awr «ابر»،
- اَلدِن «Ald en»  درست است!
- اشتر «Ostor» «شتر»
- اِساپِسا «Esa Pesa» دست دست کردن!
- اِشتُو «Eshtow» «شتاب»
- اِشکم را «شکم»،
- بچه غوره «Beche Ghore»  بچه های شر ، ارازل و اوباش . از غوریدن در پهلوی
- پار «سال گذشته»،
- پازن «بز نر بزرگ»،
- پریر «Perir» (یک روز بیش از روز گذشته)،
- پَرونگ «Parvang» «کمربند مخصوص رفتن بالای درخت خرما»،
- پسین یا پسیند «Pesin» «بعد از ظهر»،
- چاخته «» جایی در خانه بر روی دیوار برای نگه داری وسایل تعبیه می شد. از چَخت به معنی سقف در پهلوی
- چاس «Cas» «چاشت»،
- دُوَت «Dovat» «دختر»،
- دروشده «Derowshedeh» «لرزیدن»،
- دُوَش «Dus» «شب، گذشته، دیشب»،
- دُول «Dul» «دَلو»،
- «دولَک» «Dulak» «دَلوچه»،
- دیگ «دیروز»،
- ززو «Zuzu» «جوجه تیغی»،
- سم یا سُمب «Somb» «سُم»،
- شُل «Shol» گِل نرم و خیس
- شی «Shi» زیر
- گَپ «Gap» حرف و سخن،
- کّپه «Kope» کوپه کردن و انباشتن،
- کلبوک «Kalbuk» مارمولک،
- کلوک «Koluk» خمره سفالینه بزرگ،
- کلومب «Kolumb» پاره شُل سفت شده
- گُت «Got» بزرگ،
- گردیک «Gordik» کلیه،
- گِنِه «Gene» خبیث، نامرغوب، به درد نخور،
- گیله «Gileh» سبد
- محتک یا مَختَک "Maxtak" مهد، گهواره،
- مُروا «Morva» فال نیک زدن،
- مُیوات «Moywat» کالای برای روز مبادا،
- واچِلوندن «Vachelondan» همه کردن ، نزاع کردن!
- ورزا "Varza" گاو نر؛ و بزرگ.
- اسپ "asp" ;اسب[۹]
- اُم میشان "om mīšān" می‌توانم
- اَندِسُم "andesom" آمده‌ام
- اِش بی "eš bī" داشت
- اِت خُوِه "et xowe" خوردی
- مِلیل "melil"  ولرم،  نیم گرم